# Architecture et modernité : une critique

Architecture et modernité: une critique est un livre d'architecture publié en 1999 par la théoricienne et historienne de l'architecture Hilde Heynen.

## Contexte de la pubication
À partir des premières décennies du XXe siècle, Heynen tente d'examiner la relation entre la théorie critique et l'architecture moderne. Le livre retrace deux courants principaux, l'un tiré de la théorie critique introduite par l'école de Francfort et des philosophes tels que Walter Benjamin, Theodor Adorno, Ernst Bloch, Max Horkheimer, et l'autre architecture moderne proposée à l'origine à Francfort par le travail d'architectes tels qu'Adolf Loos, Ernst May, Hannes Meyer et des historiens comme Sigfried Giedion, Bruno Zevi, etc.,.

## Description
Architecture et modernité : une critique, en plus de tenter de combler le fossé entre la théorie architecturale et le discours de la théorie critique, présente une histoire claire du modernisme en architecture, explorant les œuvres d'avant-gardes telles que Constant Nieuwenhuys, Situationist International, Manfredo Tafuri, Max Bill, Guy Debord , Massimo Cacciari et Francesco Dal Co.
Le livre d'Hilde Heynen se compose de quatre chapitres : « L'architecture face à la modernité », « Construire le mouvement moderne », « Réflexions dans un miroir » et « L'architecture comme critique de la modernité ».